# ヌクレオシド修飾メッセンジャーRNA
ヌクレオシド修飾メッセンジャーRNA（ヌクレオシドしゅうしょくメッセンジャーアールエヌエー、英語: Nucleoside-modified messenger RNA、略称modRNA）は、一部のヌクレオシドが、他の天然修飾ヌクレオシドまたは合成ヌクレオシド類似体に置換された合成メッセンジャーRNA（mRNA）である。modRNAは、特定の細胞において目的のタンパク質の分泌を促進するために使用される。重要な応用例としてmRNAワクチンの開発があり、COVID-19ワクチン（BNT162b2、mRNA-1273など）として承認された。

リボソーム（緑色で示されている）は、mRNA（ヌクレオシドのリボンとして示されている）にコードされたタンパク質（ここではアミノ酸を表すビーズの糸として示されている）を作成し、細胞の炎症を軽減するように修飾することができる

## 背景
mRNAは、デオキシリボ核酸（DNA）鋳型に従ってヌクレオチド構成単位からリボ核酸（RNA）鎖を合成することによって生成される。これは、転写と呼ばれる過程で、RNAポリメラーゼに供給されるビルディングブロック（構成単位）に、標準的なアデノシン、シチジン、グアノシン、ウリジンのヌクレオシドではなく、プソイドウリジンなどの非標準的なヌクレオシドが含まれている場合、生成されるmRNAはヌクレオシド修飾されていると表現される。
タンパク質の生産は、mRNA上でのリボソームの集合から始まる。mRNAは、翻訳と呼ばれるタンパク質生合成の過程で遺伝暗号に基づいてアミノ酸配列を指定することにより、タンパク質合成の青写真として機能する。

## 原理
細胞が通常は産生しないタンパク質を産生するように細胞を誘導するために、転写の必要性を回避して、細胞の細胞質に異種mRNAを導入することが可能である。ただし、この目標を達成するには、外来mRNAの浸透と翻訳を妨げる細胞システムをバイパスする必要がある。従来の未修飾のmRNAを分解するリボヌクレアーゼ（RNaseとも呼ばれる）と呼ばれるほぼ遍在する酵素がある。自然免疫系受容体であるトール様受容体（TLR）7やTLR8など、エンドソーム膜に存在する外来mRNAに対する細胞内バリアもある。 TLR7やTLR8のようなRNAセンサーは、細胞内のタンパク質合成を劇的に減らし、インターフェロンやTNF-αなどのサイトカインの放出を引き起こし、その影響が強いとプログラムされた細胞死（アポトーシス）を引き起こす 。
外因性RNAの炎症性は、mRNAのヌクレオシドを修飾することで隠すことができる。たとえば、ウリジンはプソイドウリジン（Ψ）やN1-メチルプソイドウリジン（m1Ψ）などの同様のヌクレオシドに置き換えることができ、シトシンは5-メチルシトシンに置き換えることができる。N1-メチルプソイドウリジンと5-メチルシトシンは自然には発生しないが、プソイドウリジンは自然に発生する。これらの修飾ヌクレオシドを含めると、mRNAの二次構造が変化し、効果的な翻訳を可能にしながら、自然免疫系による認識を低下させる可能性がある。

## 非翻訳領域の重要性
通常のmRNAは、実際のタンパク質のアミノ酸を、コードしないセクションで開始および終了する。 mRNA鎖の5 'および3'末端にあるこれらの配列は、非翻訳領域（UTR）と呼ばれる。鎖末端にある2つのUTRは、mRNAとmodRNAの安定性、および翻訳の効率、つまり生成されるタンパク質の量に不可欠である。 modRNAの合成中に適切なUTRを選択することにより、標的細胞での標的タンパク質の産生を最適化することができる。

## 送達

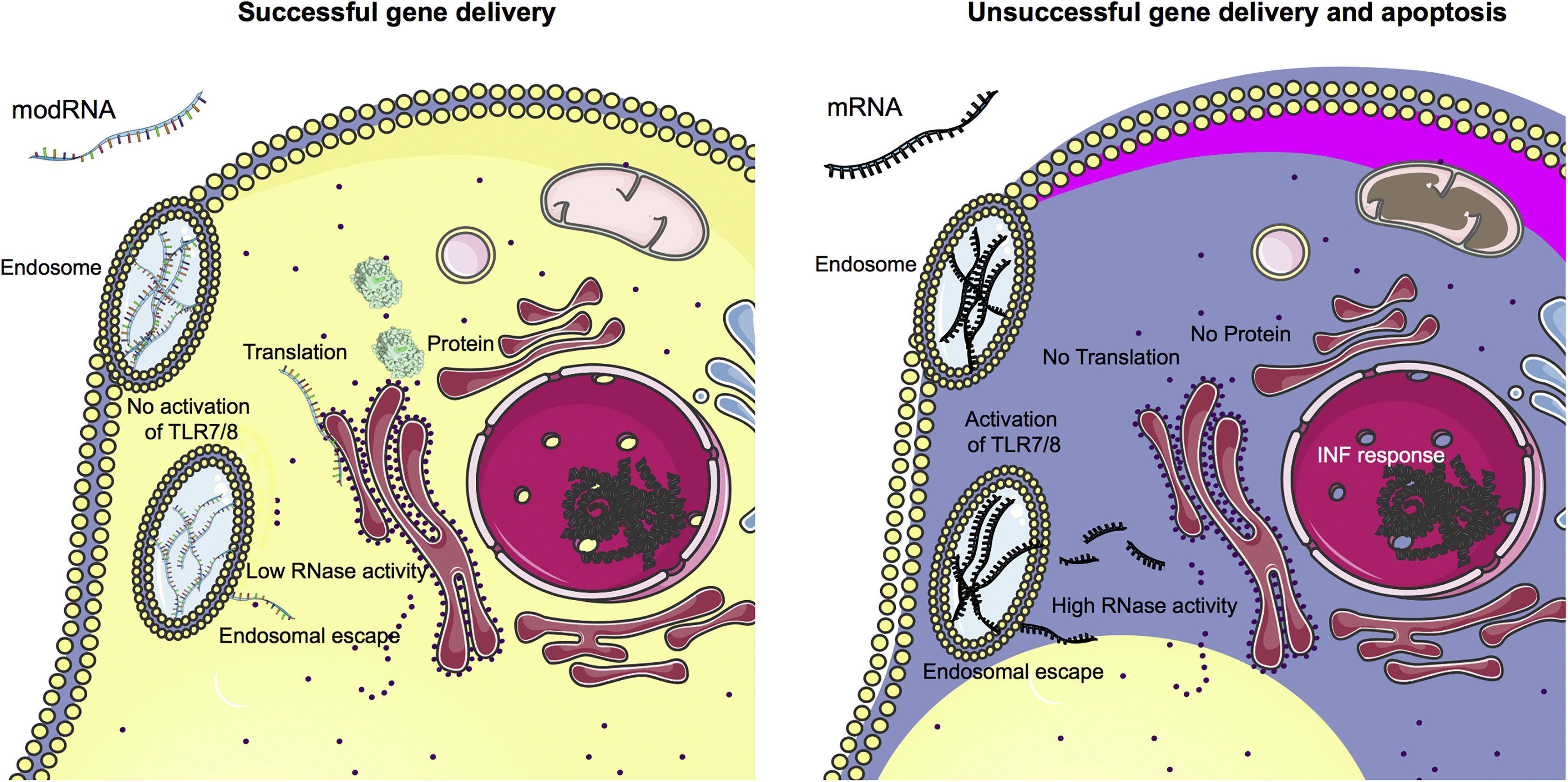
細胞によるRNAとmodRNAの取り込みの比較

特定の標的細胞へのmodRNAの導入にはさまざまな困難が伴う。まず、modRNAはリボヌクレアーゼから保護する必要がある。これは、例えば、リポソームで包むことによって達成することができ、このような「パッケージング」は、modRNAが標的細胞に確実に吸収されるようにするのにも役立つ。たとえばワクチンに使用する場合に役立つ。ナノ粒子は樹状細胞とマクロファージに取り込まれ、どちらも免疫系の活性化に重要な役割を果たす。
さらに、適用されるmodRNAが特定の体細胞に特異的に導入されることが望ましい場合がある。これは、心筋細胞が増殖するように刺激される場合に当てはまり、パッケージ化されたmodRNAは、冠状動脈に動脈内に直接注入することができる。

## 危険性
modRNAが標的細胞以外の細胞に侵入すると、望ましくない影響が生じる可能性がある。たとえば、コード化されたタンパク質が心筋細胞を刺激して増殖させると考えられているが、他の細胞で誤って生成された場合、これは悪性増殖につながる可能性がある。ただし、このような悪影響は、通常のmRNAと比較して安定性が向上しているにもかかわらず、modRNAがコードするタンパク質と同様に、最終的に分解されるという事実によって時間的に制限される。
また、細胞のゲノムの変化、すなわち突然変異は、癌（がん）の発症などの結果を引き起こす可能性があると主張されている。ただし、遺伝情報は細胞核にDNA（RNAではなく）として存在し、 modRNAは細胞核に入ることはない。さらに、細胞質に導入された外因性mRNAがmRNAからDNAに逆転写されるという証拠はない。逆転写酵素（HIV（エイズウイルス）など）を産生するウイルスがヒトに存在し、これらの逆転写酵素がmodRNAの逆転写を行うために、これらのウイルスの逆転写酵素は非常に特異的であり、ウイルス自身のRNAのみを転写する。

## 応用

### ワクチン
重要な応用分野はmRNAワクチンであり、ヒトでの使用が承認された最初の候補は、SARS-CoV-2に対処するためのCOVID-19ワクチンの製造であった。COVID-19ワクチンの例: ビオンテック / ファイザー / 復星国際（BNT162b2）、Curevac（CVnCoV）、モデルナ（mRNA-1273）の協力により開発されたものである。

### 組織再生
modRNAの他の可能な用途には、損傷した心筋組織の再生および癌治療が含まれる。